# Skalka (okres Prostějov)
Obec Skalka se nachází v okrese Prostějov v Olomouckém kraji. Žije zde 269 obyvatel. Je to lázeňská obec.  

## Historie
První písemná zmínka o obci pochází z roku 1550.

## Obecní symboly
Blason znaku:
V modrém štítě červeno-stříbrně polcená kvádrovaná věž s cimbuřím na skále opačných barev provázená stříbrnými štítky s červenou loveckou trubkou bez řemení. Ve skále modro-stříbrně polcená fontána.
Blason vlajky:
List tvoří čtyři svislé pruhy, modrý, bílý, červený a modrý, v poměru 11:7:7:11. Uprostřed modro-bíle polcená fontána. Poměr šířky k délce listu je 2:3.

## Členství ve sdružených obcí
- Svazek obcí Prostějov - venkov

## Sport
V obci sídlí fotbalový klub FK Skalka 2011.

## Obyvatelstvo

### Struktura
Vývoj počtu obyvatel za celou obec i za jeho jednotlivé části uvádí tabulka níže, ve které se zobrazuje i příslušnost jednotlivých částí k obci či následné odtržení.
| Místní části   | Místní části | 1869 | 1880 | 1890 | 1900 | 1910 | 1921 | 1930 | 1950 | 1961 | 1970 | 1980 | 1991 | 2001 | 2011 |
| -------------- | ------------ | ---- | ---- | ---- | ---- | ---- | ---- | ---- | ---- | ---- | ---- | ---- | ---- | ---- | ---- |
| Počet obyvatel | část Skalka  | 237  | 255  | 262  | 277  | 366  | 367  | 370  | 308  | 303  | 268  | 263  | 228  | 252  | 245  |
| Počet domů     | část Skalka  | 43   | 54   | 75   | 63   | 68   | 72   | 83   | 89   | 90   | 86   | 80   | 99   | 101  | 109  |

## Lázně
Obec je proslulá svými lázněmi. Byly postaveny v roce 1928 k využití vyvěrajících pramenů alkalicko-sirnaté vody, jejíž chemické složení je ojedinělé. Prameny jsou využívány k léčebným koupelím a pitným kúrám, jejich příznivý účinek se projevuje především při léčbě chorob revmatického charakteru, cukrovky, vodnatelnosti, poruch trávení, tvrdnutí jater, problémy se štítnou žlázou ap.
Lázně postavil Vilém Sonevend z Prostějova na místě bývalého rybníka Bařisko, napájeného dvěma prameny minerální vody, na pramenech bylo vystavěno i koupaliště. Později byly navrtány i další prameny, z nichž přes svou podobnost a velkou blízkost vrtů je každý svým složením jiný. V současné době provoz lázní zajišťuje obec Skalka. V roce 2004 prošly celkovou rekonstrukcí a modernizací. K objektu lázní náleží lázeňský park, lze využívat minigolf, fotbalové hřiště, tenisový kurt či hřiště pro pétanque.

## Pamětihodnosti
Kaple svatého Jana Křtitele ve Skalce
Kříž ve Skalce vedle hřbitova
Centrální kříž hřbitova ve Skalce
Kříž ve skalce u cesty ke hřbitovu
Pomník padlým ve Skalce v areálu lázní
Kříž ve Skalce poblíž hlavní silnice
Pomník padlým ve Skalce poblíž hlavní silnice

## Galerie

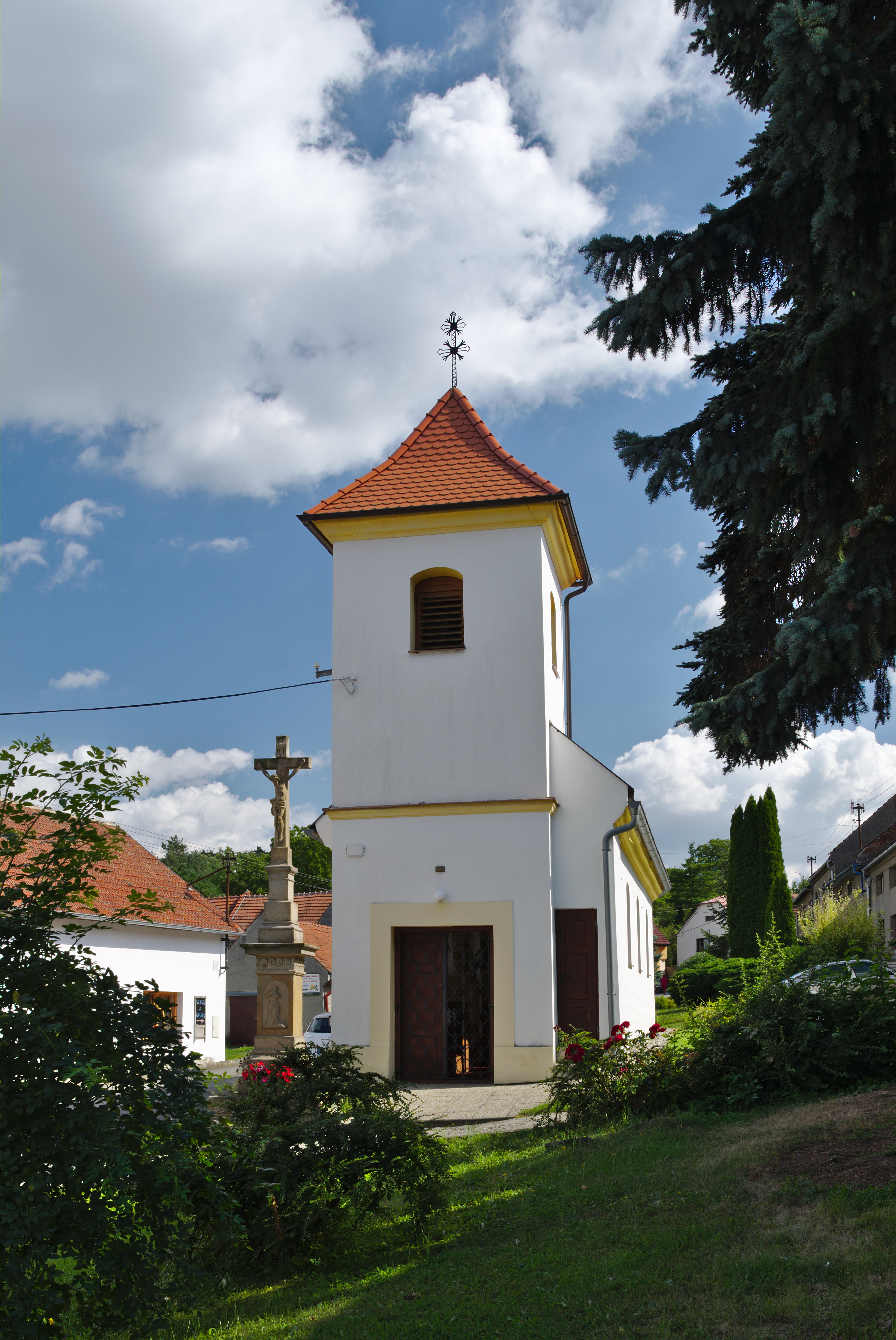
Kaple sv. Jana Křtitele
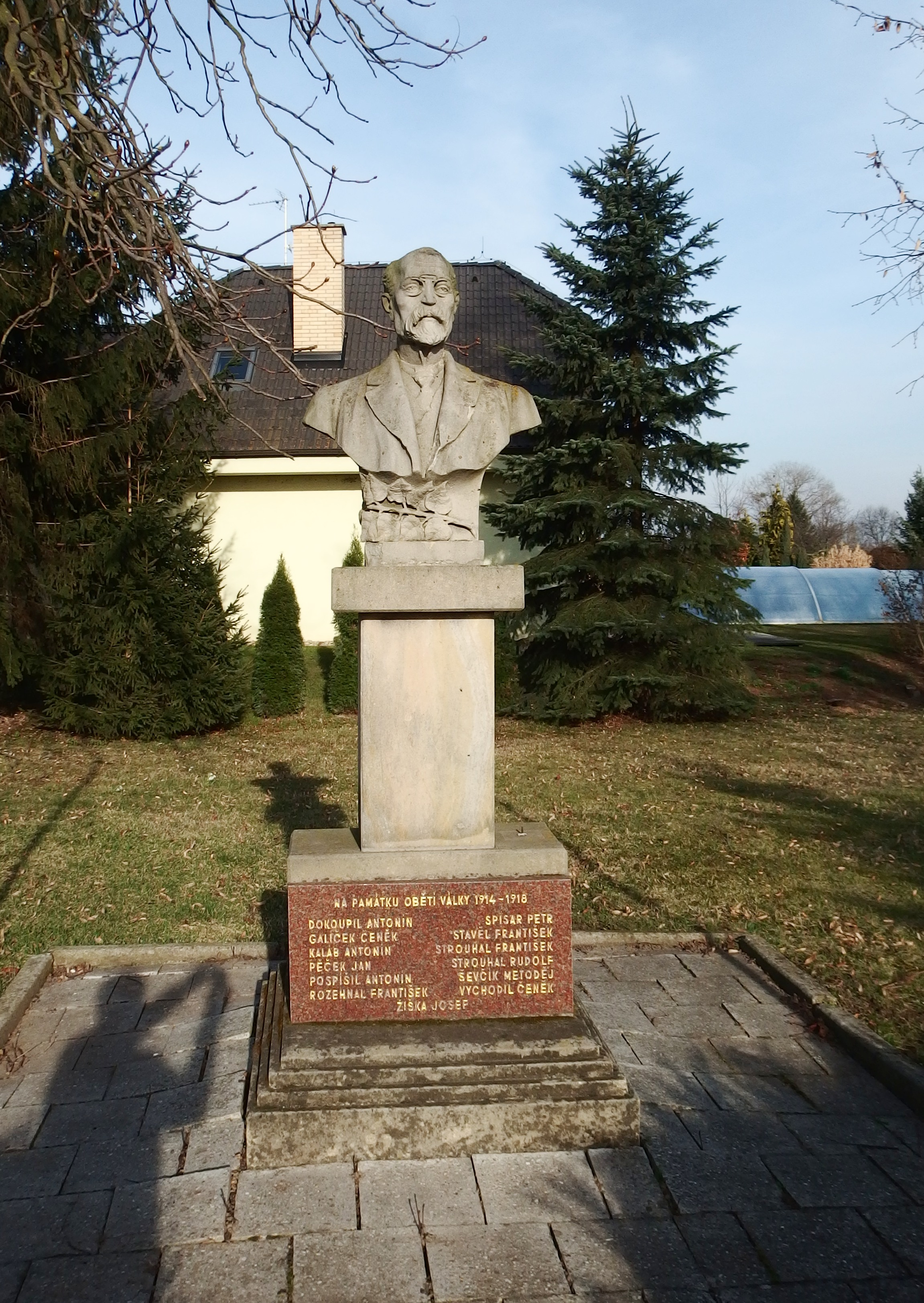
Pomník
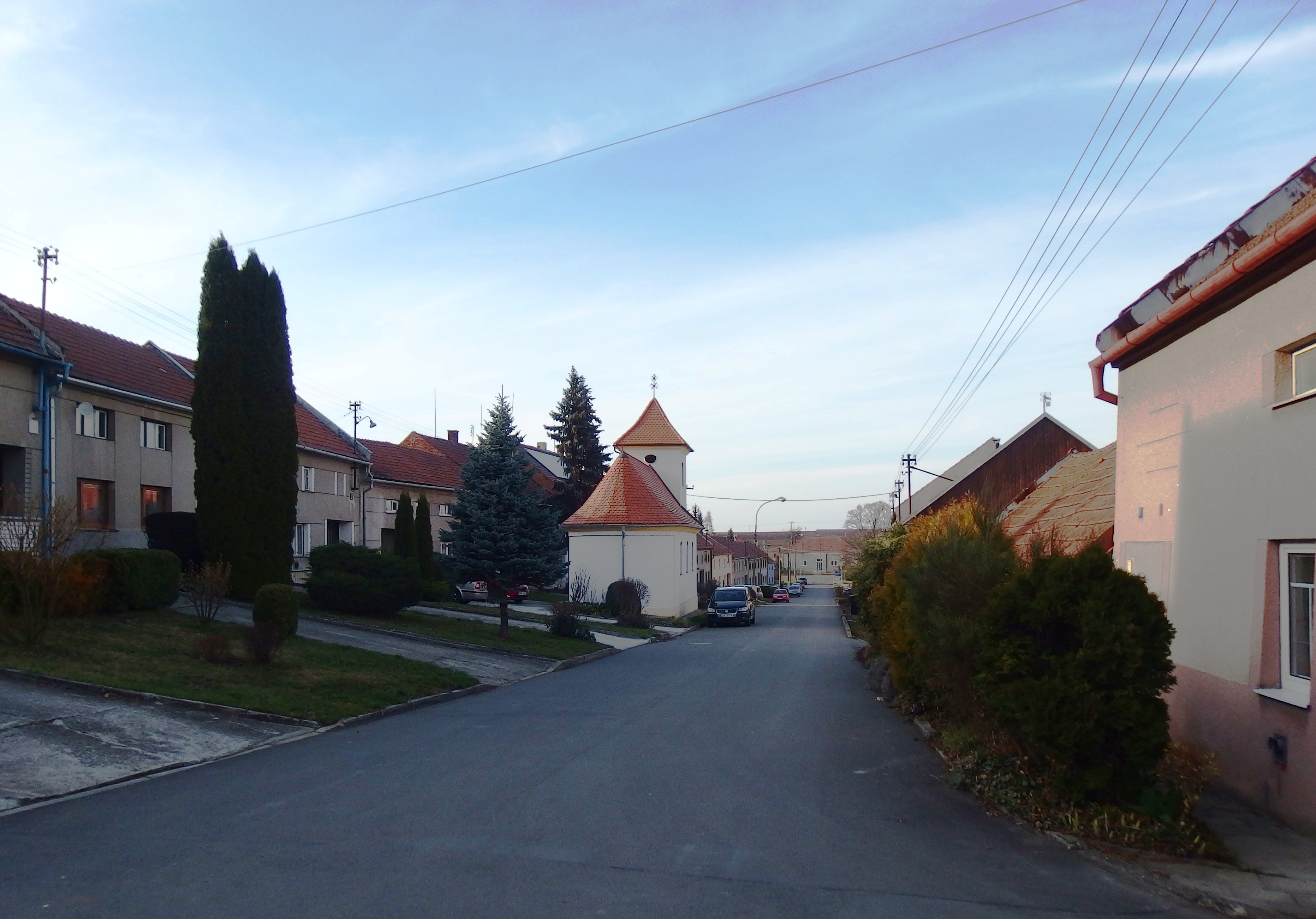
Hlavní ulice
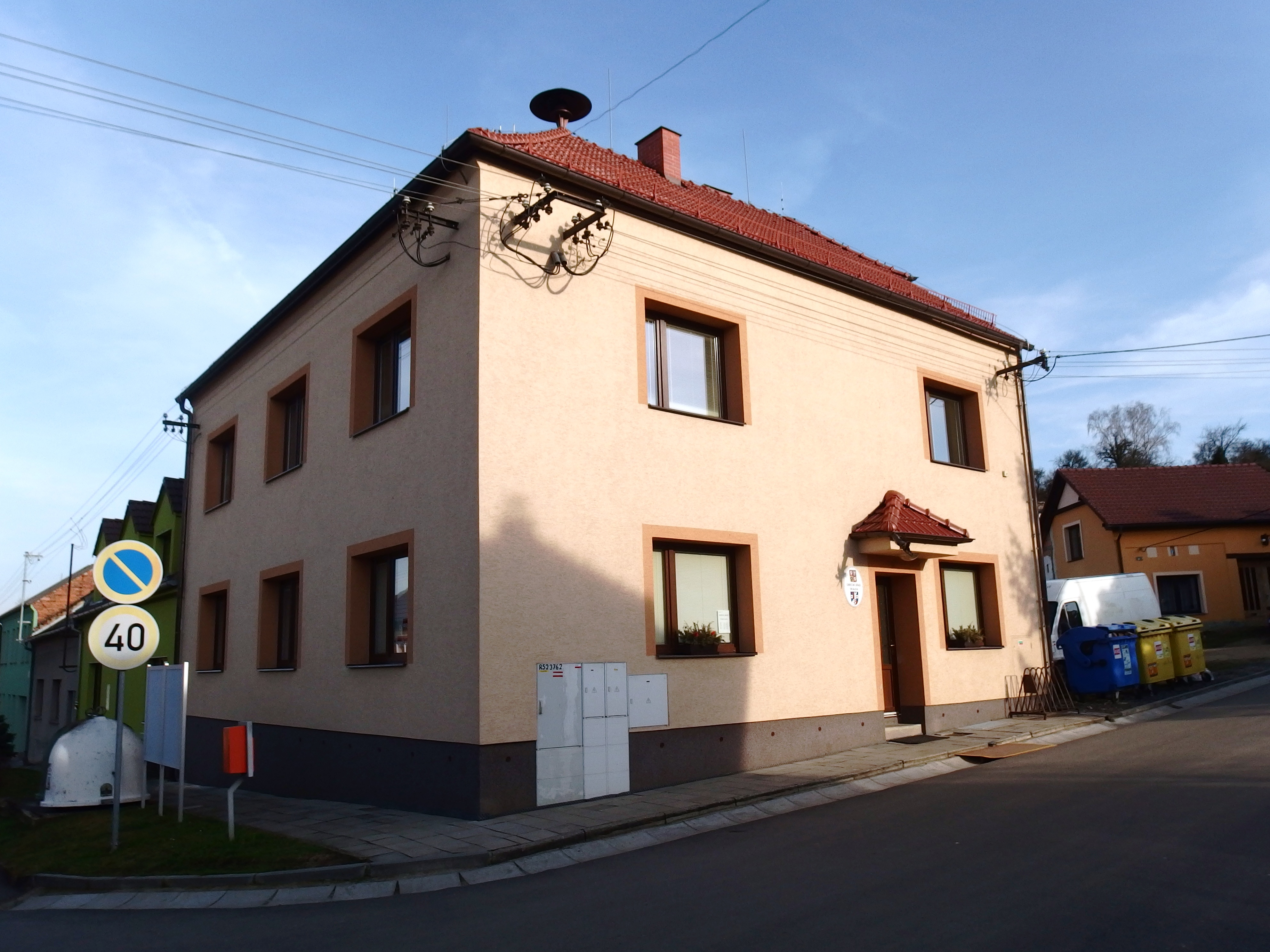
Obecní úřad
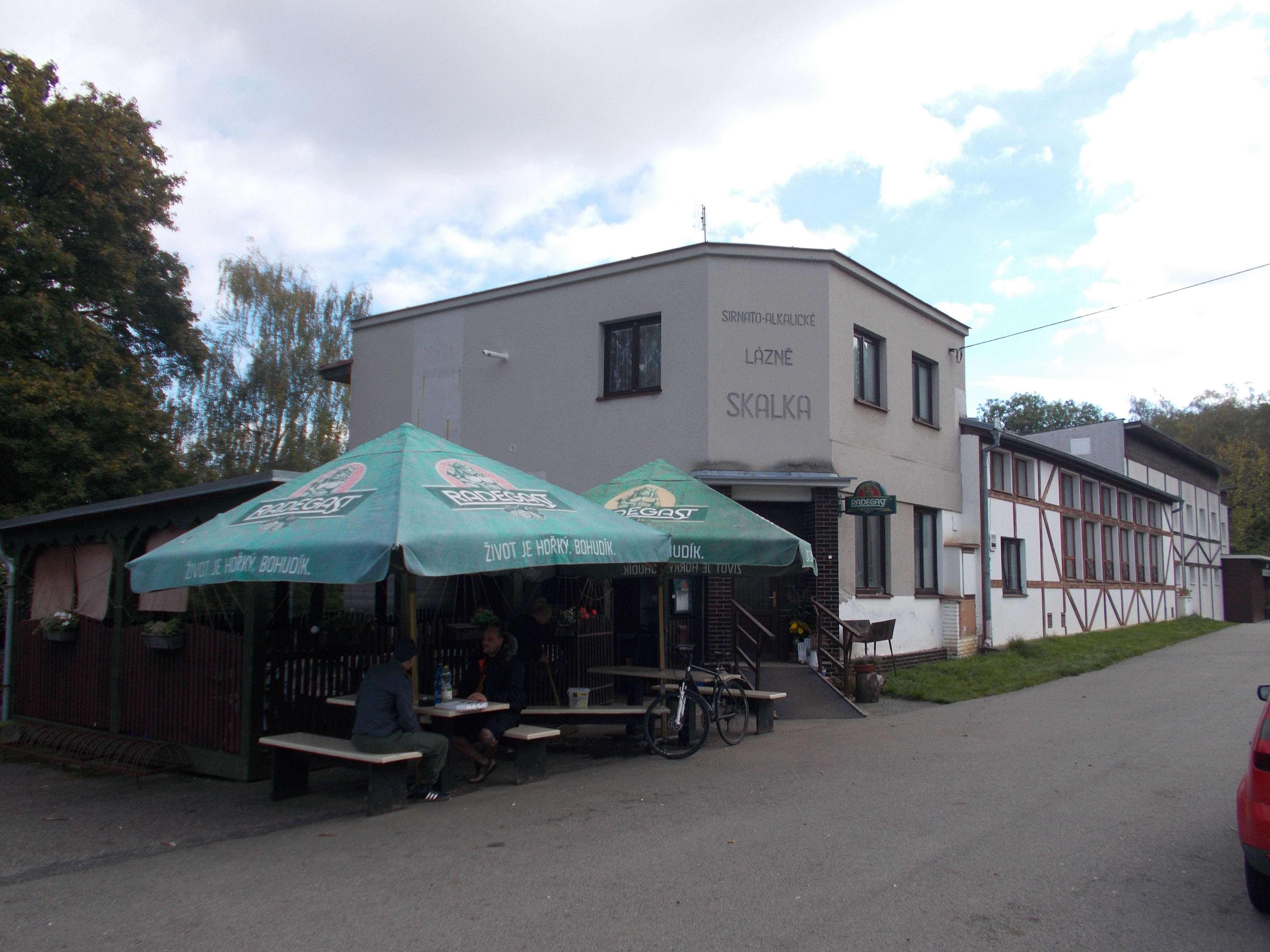
Lázeňská budova
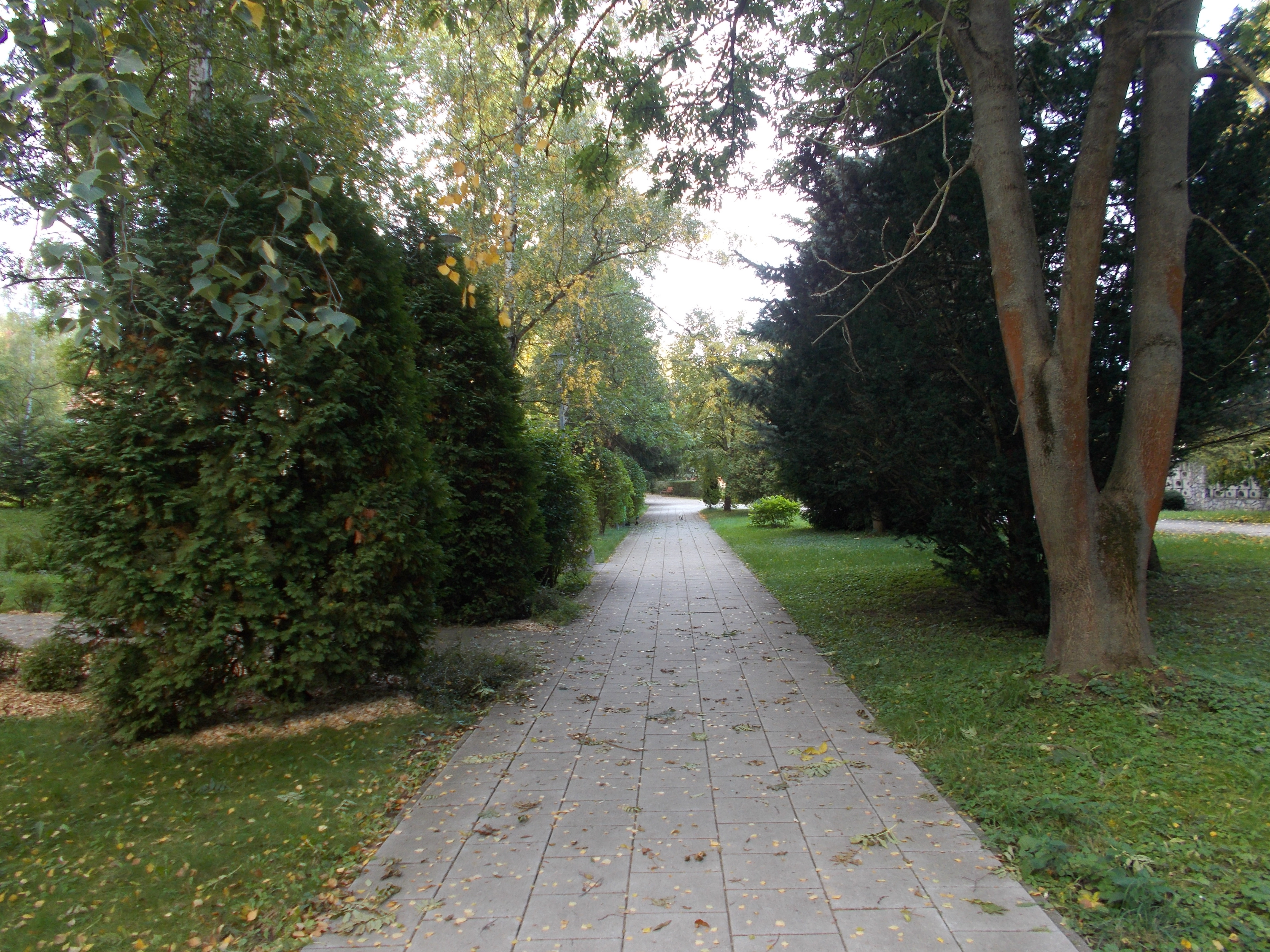
Lázeňský park
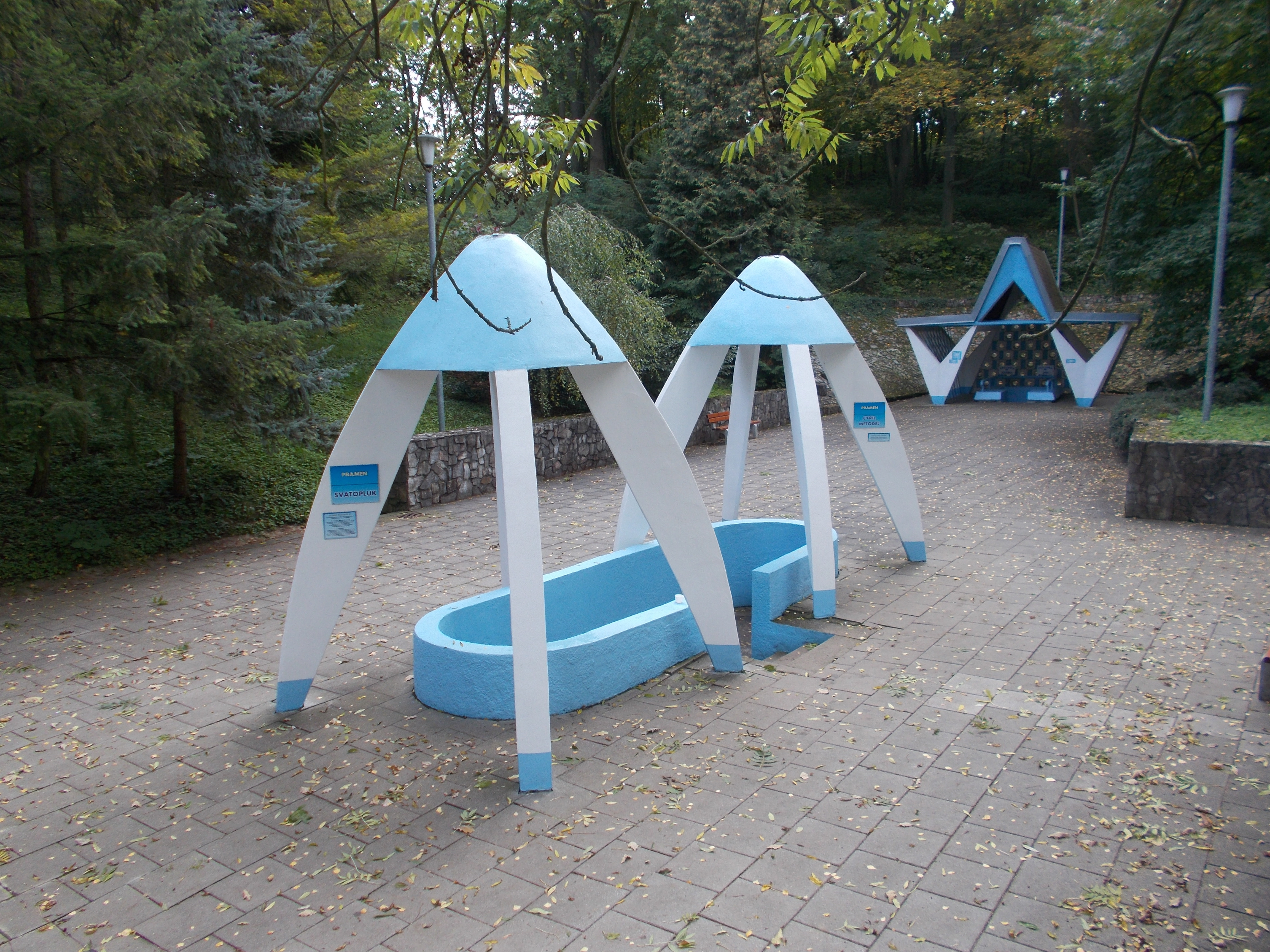
Celkový pohled na prameny
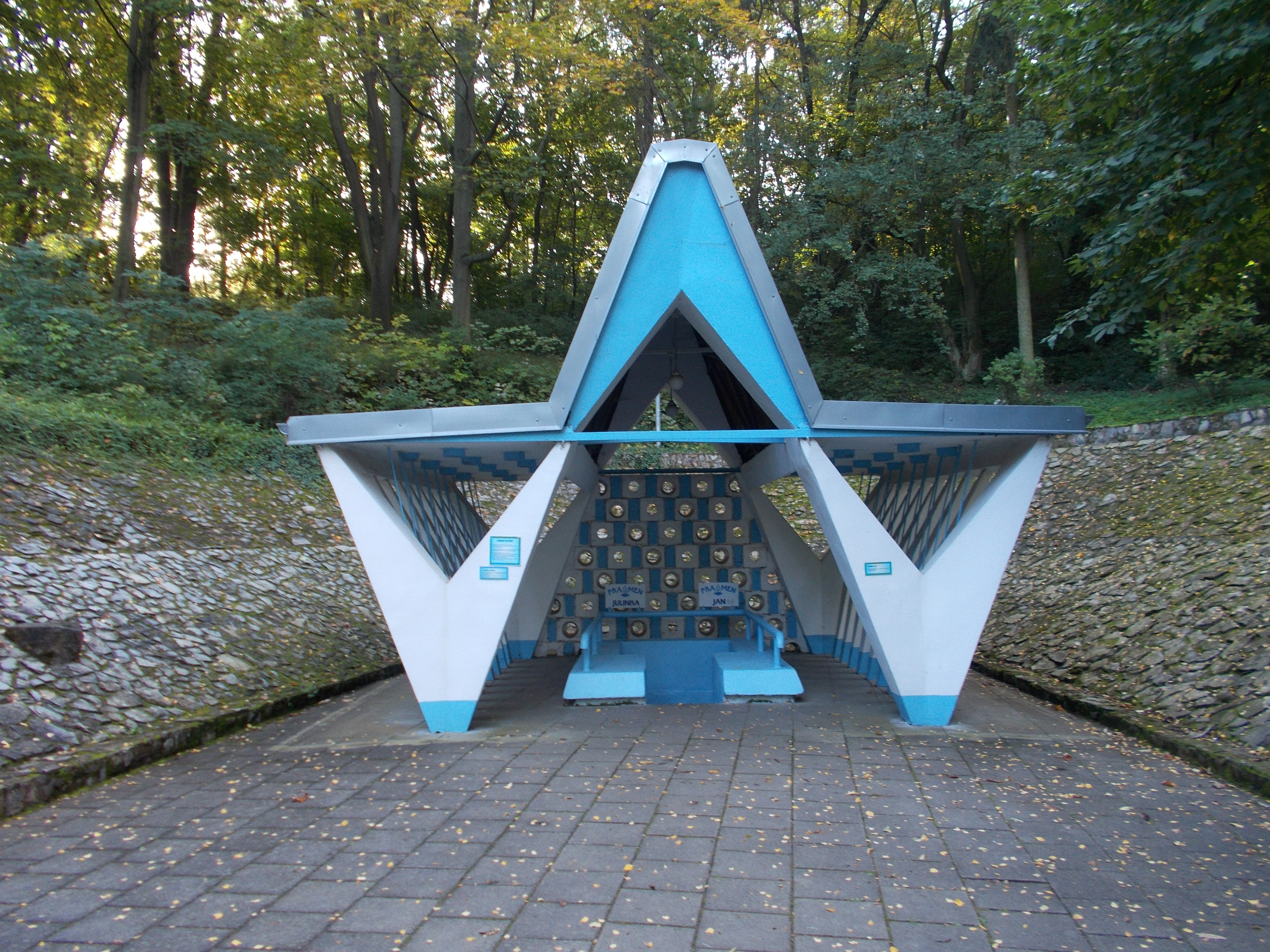
Prameny Jan a Julinka